# سبايرو رئغنايدت ترلوجي

صورة من إحدى مراحل اللعبة

سبايرو رئغنايدت ترلوجي (بالإنجليزية: Spyro Reignited Trilogy)‏ هي لعبة فيديو منصات مستحدثة من تطوير تويز فور بوب ونشر أكتيفجن. صدرت اللعبة في 13 نوفمبر، 2018 على بلاي ستيشن 4 و‌إكس بوكس ون. و نينتندو سويتش ومايكروسوفت ويندوز في سبتمبر 2019

## محتوى اللعبة
تحتوي اللعبة على 3 أجزاء رئيسية تم استحداثها، وهي:
1. سبايرو ذا دراغون: صدرت اللعبة النسخة الأصلية بتاريخ 9 سبتمبر 1998.
2. سبايرو 2: ربتوز ريج: صدرت النسخة الأصلية بتاريخ 31 أكتوبر 1999.
3. سبايرو: يير أف ذا دراغون: صدرت النسخة الأصلية بتاريخ 24 أكتوبر 2000.

## تعريب اللعبة
تؤكد بعض المصادر أن ثلاثية ألعاب سبايرو تم دعمها باللغة العربية.